# Montrose (Schotland)
Montrose (Schots-Gaelisch: Monadh Rois) is een kuststad en een voormalige royal burgh ongeveer 45 kilometer ten noorden van Dundee en 60 km ten zuiden van Aberdeen in de Schotse lieutenancy en raadsgebied Angus met ongeveer 12.000 inwoners.
Het ligt tussen de mondingen van de rivieren North Esk en South Esk. Het is de noordelijkse kustplaats van Angus en het is geworden tot een haven waar in de middeleeuwen gehandeld werd in onder andere huiden en zalm. Tegenwoordig is de belangrijkste werkgever GlaxoSmithKline, naast de haven, die belangrijk is voor de olie- en gasindustrie. 
In Montrose is een station te vinden aan de Dundee–Aberdeen line, met verbindingen naar Aberdeen, Glasgow, Edinburgh, Dundee en Perth. 
De A935 en de A937 verbinden Montrose met de A90, de snelweg van Aberdeen naar Dundee en Perth. De A92 verbindt Montrose met Arbroath. 

## Geboren
- Robert Brown (1773-1858), botanicus